# Чівітакампомарано
Чівітакампомарано (італ. Civitacampomarano) — муніципалітет в Італії, у регіоні Молізе,  провінція Кампобассо.
Чівітакампомарано розташоване на відстані близько 185 км на схід від Рима, 25 км на північ від Кампобассо.
Населення — 424 особи (2014).
Покровитель — San Liberatore.

## Демографія
Населення за роками:

Станом на 1 січня 2023 року в муніципалітеті офіційно проживало 27 іноземців з 8 країн, серед них 10 громадян країн Євросоюзу.

## Сусідні муніципалітети
- Кастельботтаччо
- Кастельмауро
- Гуардьяльфьєра
- Лучито
- Лупара
- Тривенто